# Rejamulya
Rejamulya is een bestuurslaag in het regentschap Cilacap van de provincie Midden-Java, Indonesië. Rejamulya telt 6390 inwoners (volkstelling 2010).